# Euphorbia burmanica
Euphorbia burmanica är en törelväxtart som beskrevs av Joseph Dalton Hooker. Euphorbia burmanica ingår i släktet törlar, och familjen törelväxter.
Artens utbredningsområde är Burma. Inga underarter finns listade i Catalogue of Life.